# Rychwałd (Pleśna)
Rychwałd ist ein Dorf der Gemeinde Pleśna im Powiat Tarnowski der Woiwodschaft Kleinpolen in Polen.

## Geographie
Der Ort liegt 14 km südlich der Stadt Tarnów zwischen einigen Hügeln (Ostra Góra – 350 m, Lubinka – 402 m) am nordöstlichen Rand des Rożnów-Gebirges. Die Nachbarorte sind Pleśna im Norden, Łowczówek im Nordosten, Buchcice im Osten, Lichwin im Süden, Lubinka im Westen, sowie Szczepanowice im Nordwesten.

## Geschichte
Der Ort wurde im Jahr 1443 als Richwald/Richwałd, 1493 Rychwalth. 1508 als Richwald/Rychwald/Richwaldow urkundlich erwähnt. Der Name ist mittelhochdeutscher Herkunft: *Rīchwalde (reich + Wald).
Politisch und administrativ gehörte das Dorf zum Königreich Polen (ab 1569 Adelsrepublik Polen-Litauen), Woiwodschaft Sandomir, Kreis Pilzno.
Bei der Ersten Teilung Polens kam Rychwałd 1772 zum neuen Königreich Galizien und Lodomerien des habsburgischen Kaiserreichs (ab 1804).
1918, nach dem Ende des Ersten Weltkriegs und dem Zusammenbruch der k.u.k. Monarchie, kam Rychwałd zu Polen. Unterbrochen wurde dies nur durch die Besetzung Polens durch die Wehrmacht im Zweiten Weltkrieg.
Von 1975 bis 1998 gehörte Rychwałd zur Woiwodschaft Tarnów.

## Sehenswürdigkeiten

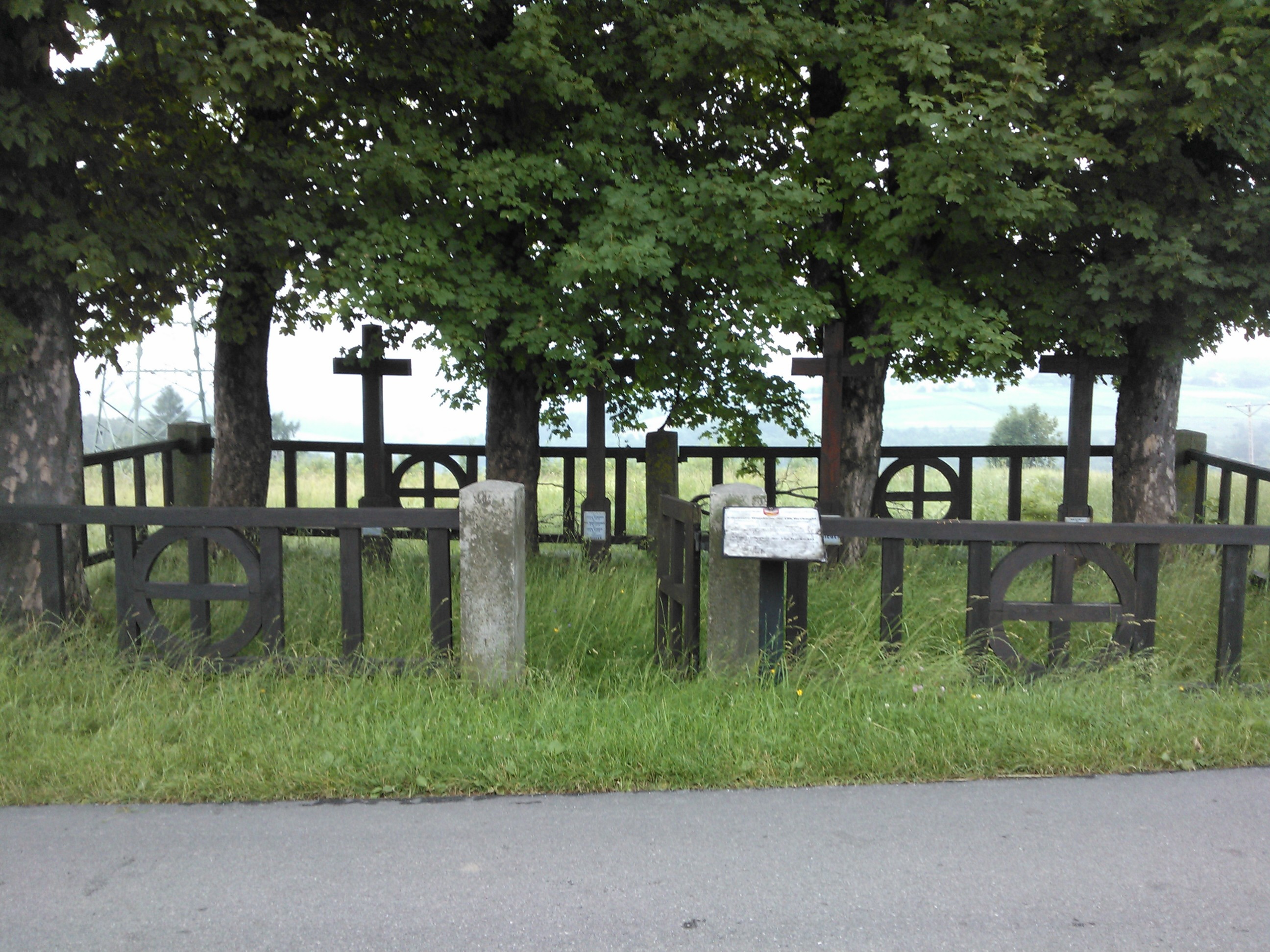
Soldatenfriedhof

- Soldatenfriedhof #188 vom Ersten Weltkrieg